# Suiza en la Copa Mundial de Fútbol de 2014
La selección de fútbol de Suiza fue una de las 32 selecciones que participó en la Copa Mundial de Fútbol de 2014. Esta fue su décima participación en mundiales y tercera consecutiva desde Alemania 2006.

## Clasificación
Suiza disputó las eliminatorias de la UEFA en el grupo E, obtuvo la clasificación de forma directa como primera de su grupo, de manera invicta con siete victorias y tres empates. Suiza aseguró su presencia en Brasil 2014, con un partido de antelación, al derrotar en Tirana a Albania por 2 - 1 el 11 de octubre de 2013.

### Grupo E
| Equipo    | Pts | PJ | PG | PE | PP | GF | GC | Dif |
| --------- | --- | -- | -- | -- | -- | -- | -- | --- |
| Suiza     | 24  | 10 | 7  | 3  | 0  | 17 | 6  | 11  |
| Islandia  | 17  | 10 | 5  | 2  | 3  | 17 | 15 | 2   |
| Eslovenia | 15  | 10 | 5  | 0  | 5  | 14 | 11 | 3   |
| Noruega   | 12  | 10 | 3  | 3  | 4  | 10 | 13 | -3  |
| Albania   | 11  | 10 | 3  | 2  | 5  | 9  | 11 | -2  |
| Chipre    | 5   | 10 | 1  | 2  | 7  | 4  | 15 | -11 |

| Fecha                    | Lugar     |           |                      | Resultado |                      |           |
| ------------------------ | --------- | --------- | -------------------- | --------- | -------------------- | --------- |
| 7 de septiembre de 2012  | Liubliana | Eslovenia | Bandera de Eslovenia | 0:2 (0:1) | Bandera de Suiza     | Suiza     |
| 11 de septiembre de 2012 | Lucerna   | Suiza     | Bandera de Suiza     | 2:0 (1:0) | Bandera de Albania   | Albania   |
| 12 de octubre de 2012    | Berna     | Suiza     | Bandera de Suiza     | 1:1 (0:0) | Bandera de Noruega   | Noruega   |
| 16 de octubre de 2012    | Reikiavik | Islandia  | Bandera de Islandia  | 0:2 (0:0) | Bandera de Suiza     | Suiza     |
| 23 de marzo de 2013      | Nicosia   | Chipre    | Bandera de Chipre    | 0:0       | Bandera de Suiza     | Suiza     |
| 8 de junio de 2013       | Ginebra   | Suiza     | Bandera de Suiza     | 1:0 (0:0) | Bandera de Chipre    | Chipre    |
| 6 de septiembre de 2013  | Berna     | Suiza     | Bandera de Suiza     | 4:4 (3:1) | Bandera de Islandia  | Islandia  |
| 10 de septiembre de 2013 | Oslo      | Noruega   | Bandera de Noruega   | 0:2 (0:1) | Bandera de Suiza     | Suiza     |
| 11 de octubre de 2013    | Tirana    | Albania   | Bandera de Albania   | 1:2 (0:0) | Bandera de Suiza     | Suiza     |
| 15 de octubre de 2013    | Berna     | Suiza     | Bandera de Suiza     | 1:0 (0:0) | Bandera de Eslovenia | Eslovenia |

### Goleadores
| Jugador              | Goles | PJ |
| -------------------- | ----- | -- |
| Fabian Schär         | 3     | 3  |
| Mario Gavranović     | 2     | 3  |
| Stephan Lichtsteiner | 2     | 8  |
| Granit Xhaka         | 2     | 9  |
| Xherdan Shaqiri      | 2     | 9  |
| Gökhan İnler         | 2     | 9  |
| Michael Lang         | 1     | 2  |
| Tranquillo Barnetta  | 1     | 6  |
| Haris Seferović      | 1     | 6  |
| Blerim Džemaili      | 1     | 9  |

## Preparación

### Campamento base
El 12 de diciembre de 2013 la Asociación Suiza de Fútbol anunció que la ciudad de Porto Seguro, en el estado de Bahía, fue elegida sede del campamento base de la delegación suiza durante su participación en la copa mundial. Suiza había optado inicialmente por la ciudad de Guarujá en el estado de São Paulo, pero tuvo que cambiar de planes luego del sorteo de la fase final del mundial.
El equipo se alojará en el Resort la Torre; un complejo hotelero de 5 estrellas, en departamentos separados del resto de residentes, el hotel se ubica en la playa de Mutá y a 13 kilómetros del Aeropuerto de Porto Seguro. Para realizar los entrenamientos la selección suiza tendrá que recorrer 11 kilómetros desde su hotel hasta el Estádio Municipal Antônio Carlos Magalhães propiedad del gobierno municipal de Porto Seguro.

### Amistosos previos
| 15 de noviembre de 2013 | Corea del Sur      | 2:1 (0:1) | Suiza     | Estadio Mundialista de Seúl, Seúl, Corea del Sur       |                                                        |
|                         | Hong 58' · Lee 86' | Reporte   | Kasami 6' | Asistencia: 36,813 espectadores Árbitro(s): Diego Abal | Asistencia: 36,813 espectadores Árbitro(s): Diego Abal |

| 5 de marzo de 2014 | Suiza         | 2:2 (2:1) | Croacia      | AFG Arena, San Galo, Suiza                              |                                                         |
|                    | Drmić 33' 41' | Reporte   | Olić 39' 54' | Asistencia: 17,200 espectadores Árbitro(s): Hugo Miguel | Asistencia: 17,200 espectadores Árbitro(s): Hugo Miguel |

| 30 de mayo de 2014 | Suiza     | 1:0 (0:0) | Jamaica | Swissporarena, Lucerna, Suiza                          |                                                        |
|                    | Drmić 84' | Reporte   |         | Asistencia: 15,000 espectadores Árbitro(s): Neil Doyle | Asistencia: 15,000 espectadores Árbitro(s): Neil Doyle |

| 3 de junio de 2014 | Suiza                          | 2:0 (0:0) | Perú | Swissporarena, Lucerna, Suiza                                |                                                              |
|                    | Lichtsteiner 78' · Shaqiri 84' | Reporte   |      | Asistencia: 15,000 espectadores Árbitro(s): Daniel Stefanski | Asistencia: 15,000 espectadores Árbitro(s): Daniel Stefanski |

## Lista de jugadores
El 13 de mayo de 2014 el entrenador de la selección de Suiza, Ottmar Hitzfeld, anunció la lista oficial de 23 jugadores convocados para afrontar el mundial. Además de los 23 convocados, Hitzfeld dio una lista de 7 jugadores que permanecerán a la expectativa como reservas ante cualquier eventualidad.
| #     | Nombre               | Posición        | Edad            | PJ Sel          | G               | Club                     |
| ----- | -------------------- | --------------- | --------------- | --------------- | --------------- | ------------------------ |
| 1     | Diego Benaglio       | Portero         | -               | -               | -               | Wolfsburgo               |
| 2     | Stephan Lichtsteiner | Defensa         | -               | -               | -               | Juventus                 |
| 3     | Reto Ziegler         | Defensa         | -               | -               | -               | Sassuolo                 |
| 4     | Philippe Senderos    | Defensa         | -               | -               | -               | Valencia                 |
| 5     | Steve Von Bergen     | Defensa         | -               | -               | -               | Young Boys               |
| 6     | Michael Lang         | Defensa         | -               | -               | -               | Grasshopper              |
| 7     | Tranquillo Barnetta  | Centrocampista  | -               | -               | -               | Eintracht Frankfurt      |
| 8     | Gökhan İnler         | Centrocampista  | -               | -               | -               | Napoli                   |
| 9     | Haris Seferović      | Delantero       | -               | -               | -               | Real Sociedad            |
| 10    | Granit Xhaka         | Delantero       | -               | -               | -               | Borussia Mönchengladbach |
| 11    | Valon Behrami        | Centrocampista  | -               | -               | -               | Napoli                   |
| 12    | Yann Sommer          | Portero         | -               | -               | -               | Basilea                  |
| 13    | Ricardo Rodríguez    | Defensa         | -               | -               | -               | Wolfsburgo               |
| 14    | Valentin Stocker     | Centrocampista  | -               | -               | -               | Basilea                  |
| 15    | Blerim Džemaili      | Centrocampista  | -               | -               | -               | Napoli                   |
| 16    | Gelson Fernandes     | Centrocampista  | -               | -               | -               | Friburgo                 |
| 17    | Mario Gavranović     | Delantero       | -               | -               | -               | Zürich                   |
| 18    | Admir Mehmedi        | Delantero       | -               | -               | -               | Friburgo                 |
| 19    | Josip Drmić          | Delantero       | -               | -               | -               | Núremberg                |
| 20    | Johan Djourou        | Defensa         | -               | -               | -               | Hamburgo                 |
| 21    | Roman Bürki          | Portero         | -               | -               | -               | Grasshopper              |
| 22    | Fabian Schär         | Defensa         | -               | -               | -               | Basilea                  |
| 23    | Xherdan Shaqiri      | Centrocampista  | -               | -               | -               | Bayern de Múnich         |
| D. T. | Ottmar Hitzfeld      | Ottmar Hitzfeld | Ottmar Hitzfeld | Ottmar Hitzfeld | Ottmar Hitzfeld | Ottmar Hitzfeld          |

Los siguientes jugadores no fueron tomados en cuenta por el entrenador Ottmar Hitzfeld al momento de elaborar la lista definitiva de 23 jugadores, pero fueron incluidos en la lista provisional de 30 futbolistas que la Federación Suiza de Fútbol envió a la FIFA.
| Nombre           | Posición       | Edad | PJ Sel | G | Club                |
| ---------------- | -------------- | ---- | ------ | - | ------------------- |
| Marwin Hitz      | Portero        | -    | -      | - | Augsburgo           |
| Timm Klose       | Defensa        | -    | -      | - | Wolfsburgo          |
| Silvan Widmer    | Defensa        | -    | -      | - | Udinese             |
| Pirmin Schwegler | Centrocampista | -    | -      | - | Eintracht Frankfurt |
| Pajtim Kasami    | Centrocampista | -    | -      | - | Fulham              |
| Fabian Frei      | Centrocampista | -    | -      | - | Basilea             |
| Eren Derdiyok    | Delantero      | -    | -      | - | Bayer Leverkusen    |

## Participación

### Grupo E
| Equipo   | Pts | PJ | PG | PE | PP | GF | GC | Dif |
| -------- | --- | -- | -- | -- | -- | -- | -- | --- |
| Francia  | 7   | 3  | 2  | 1  | 0  | 8  | 2  | 6   |
| Suiza    | 6   | 3  | 2  | 0  | 1  | 7  | 6  | 1   |
| Ecuador  | 4   | 3  | 1  | 1  | 1  | 3  | 3  | 0   |
| Honduras | 0   | 3  | 0  | 0  | 3  | 1  | 8  | -7  |

#### Suiza - Ecuador
| 15 de junio de 2014, 13:00 | Suiza                         | 2:1 (0:1) | Ecuador         | Estadio Nacional, Brasilia                                  |                                                             |
|                            | Mehmedi 47' · Seferović 90+2' | Reporte   | E. Valencia 21' | Asistencia: 68 351 espectadores Árbitro(s): Ravshan Irmatov | Asistencia: 68 351 espectadores Árbitro(s): Ravshan Irmatov |

|  | Bandera de Suiza |  | Bandera de Ecuador |  |
|  | ---------------- |  | ------------------ |  |

| Suiza           |    |                      |     |         |
|                 |    |                      |     |         |
| POR             | 1  | Diego Benaglio       |     |         |
| DEF             | 2  | Stephan Lichtsteiner |     |         |
| DEF             | 20 | Johan Djourou        | 84' |         |
| DEF             | 5  | Steve Von Bergen     |     |         |
| DEF             | 13 | Ricardo Rodríguez    |     |         |
| MED             | 11 | Valon Behrami        |     |         |
| MED             | 8  | Gökhan İnler         |     |         |
| MED             | 23 | Xherdan Shaqiri      |     |         |
| MED             | 10 | Granit Xhaka         |     |         |
| MED             | 14 | Valentin Stocker     |     | 46'(ET) |
| DEL             | 19 | Josip Drmić          |     | 75'     |
| Sustituciones:  |    |                      |     |         |
| DEL             | 18 | Admir Mehmedi        |     | 46'(ET) |
| DEL             | 9  | Haris Seferović      |     | 75'     |
|                 |    |                      |     |         |
| Entrenador:     |    |                      |     |         |
| Ottmar Hitzfeld |    |                      |     |         |

| Ecuador        |    |                     |     |     |
|                |    |                     |     |     |
| POR            | 22 | Alexander Domínguez |     |     |
| DEF            | 4  | Juan Carlos Paredes | 53' |     |
| DEF            | 2  | Jorge Guagua        |     |     |
| DEF            | 3  | Frickson Erazo      |     |     |
| DEF            | 10 | Walter Ayoví        |     |     |
| MED            | 16 | Antonio Valencia    |     |     |
| MED            | 23 | Carlos Gruezo       |     |     |
| MED            | 6  | Christian Noboa     |     |     |
| MED            | 7  | Jefferson Montero   |     | 77' |
| DEL            | 11 | Felipe Caicedo      |     | 70' |
| DEL            | 13 | Enner Valencia      |     |     |
| Sustituciones: |    |                     |     |     |
| MED            | 15 | Michael Arroyo      |     | 70' |
| DEL            | 9  | Joao Rojas          |     | 77' |
|                |    |                     |     |     |
| Entrenador:    |    |                     |     |     |
| Reinaldo Rueda |    |                     |     |     |

| Árbitros asistentes: Abdukhamidullo Rasulov Bahadyr Kochkarov Cuarto oficial: Svein Oddvar Moen Árbitro asistente de reserva: Kim Haglund |

#### Suiza - Francia
| 20 de junio de 2014, 16:00 | Suiza                    | 2:5 (0:3) | Francia                                                             | Arena Fonte Nova, Salvador de Bahía                       |                                                           |
|                            | Džemaili 80' · Xhaka 86' | Reporte   | Giroud 16' · Matuidi 17' · Valbuena 39' · Benzema 66' · Sissoko 72' | Asistencia: 51 003 espectadores Árbitro(s): Björn Kuipers | Asistencia: 51 003 espectadores Árbitro(s): Björn Kuipers |

|  | Bandera de Suiza |  | Bandera de Francia |  |
|  | ---------------- |  | ------------------ |  |

| Suiza           |    |                      |  |         |
|                 |    |                      |  |         |
| POR             | 1  | Diego Benaglio       |  |         |
| DEF             | 2  | Stephan Lichtsteiner |  |         |
| DEF             | 20 | Johan Djourou        |  |         |
| DEF             | 5  | Steve Von Bergen     |  | 9'      |
| DEF             | 13 | Ricardo Rodríguez    |  |         |
| MED             | 11 | Valon Behrami        |  | 46'(ET) |
| MED             | 8  | Gökhan İnler         |  |         |
| MED             | 23 | Xherdan Shaqiri      |  |         |
| MED             | 10 | Granit Xhaka         |  |         |
| MED             | 18 | Admir Mehmedi        |  |         |
| DEL             | 9  | Haris Seferović      |  | 69'     |
| Sustituciones:  |    |                      |  |         |
| DEF             | 4  | Philippe Senderos    |  | 9'      |
| MED             | 15 | Blerim Džemaili      |  | 46'(ET) |
| DEL             | 19 | Josip Drmić          |  | 69'     |
| Entrenador:     |    |                      |  |         |
| Ottmar Hitzfeld |    |                      |  |         |

| Francia          |    |                   |     |     |
|                  |    |                   |     |     |
| POR              | 1  | Hugo Lloris       |     |     |
| DEF              | 2  | Mathieu Debuchy   |     |     |
| DEF              | 4  | Raphaël Varane    |     |     |
| DEF              | 5  | Mamadou Sakho     |     | 66' |
| DEF              | 3  | Patrice Evra      |     |     |
| MED              | 18 | Moussa Sissoko    |     |     |
| MED              | 6  | Yohan Cabaye      | 88' |     |
| MED              | 14 | Blaise Matuidi    |     |     |
| DEL              | 8  | Mathieu Valbuena  |     | 82' |
| DEL              | 9  | Olivier Giroud    |     | 63' |
| DEL              | 10 | Karim Benzema     |     |     |
| Sustituciones:   |    |                   |     |     |
| MED              | 19 | Paul Pogba        |     | 63' |
| DEF              | 21 | Laurent Koscielny |     | 66' |
| DEL              | 17 | Antoine Griezmann |     | 82' |
| Entrenador:      |    |                   |     |     |
| Didier Deschamps |    |                   |     |     |

| Árbitros asistentes: Sander van Roekel Erwin Zeinstra Cuarto oficial: Svein Oddvar Moen Árbitro asistente de reserva: Kim Haglund |

#### Honduras - Suiza
| 25 de junio de 2014, 17:00 | Honduras | 0:3 (0:2) | Suiza              | Arena da Amazônia, Manaus                                 |                                                           |
|                            |          | Reporte   | Shaqiri 5' 30' 70' | Asistencia: 40 322 espectadores Árbitro(s): Nestor Pitana | Asistencia: 40 322 espectadores Árbitro(s): Nestor Pitana |

### Octavos de final
| 1 de julio de 2014, 13:00 | Argentina     | 1:0 (0:0, 1:0) (t. s.) | Suiza | Estadio Arena Corinthians, São Paulo |                            |
|                           | Di María 117' | Reporte                |       | Árbitro(s): Jonas Eriksson           | Árbitro(s): Jonas Eriksson |

## Estadísticas

### Participación de jugadores
| #  | Pos        | Jugador        | PJ (T/S) | Minutos Jugados | Goles recibidos | Atajos | Tarjetas Amarillas | Doble Tarjeta Amarilla y Roja | Tarjetas Rojas |
| -- | ---------- | -------------- | -------- | --------------- | --------------- | ------ | ------------------ | ----------------------------- | -------------- |
| 1  | Guardameta | Diego Benaglio | 4 (4/0)  | 390'            | 7               | 22     | 0                  | 0                             | 0              |
| 12 | Guardameta | Yann Sommer    | -        | -               | -               | -      | -                  | -                             | -              |
| 21 | Guardameta | Roman Bürki    | -        | -               | -               | -      | -                  | -                             | -              |

| #  | Pos            | Jugador              | PJ (T/S) | Minutos Jugados | (P) | Asistencias | Tarjetas Amarillas | Doble Tarjeta Amarilla y Roja | Tarjetas Rojas |
| -- | -------------- | -------------------- | -------- | --------------- | --- | ----------- | ------------------ | ----------------------------- | -------------- |
| 2  | Defensa        | Stephan Lichtsteiner | -        | -               | -   | -           | -                  | -                             | -              |
| 3  | Defensa        | Reto Ziegler         | -        | -               | -   | -           | -                  | -                             | -              |
| 4  | Defensa        | Philippe Senderos    | -        | -               | -   | -           | -                  | -                             | -              |
| 5  | Defensa        | Steve Von Bergen     | -        | -               | -   | -           | -                  | -                             | -              |
| 6  | Defensa        | Michael Lang         | -        | -               | -   | -           | -                  | -                             | -              |
| 7  | Centrocampista | Tranquillo Barnetta  | -        | -               | -   | -           | -                  | -                             | -              |
| 8  | Centrocampista | Gökhan İnler         | -        | -               | -   | -           | -                  | -                             | -              |
| 9  | Delantero      | Haris Seferović      | -        | -               | -   | -           | -                  | -                             | -              |
| 10 | Delantero      | Granit Xhaka         | -        | -               | -   | -           | -                  | -                             | -              |
| 11 | Centrocampista | Valon Behrami        | -        | -               | -   | -           | -                  | -                             | -              |
| 13 | Defensa        | Ricardo Rodríguez    | -        | -               | -   | -           | -                  | -                             | -              |
| 14 | Centrocampista | Valentin Stocker     | -        | -               | -   | -           | -                  | -                             | -              |
| 15 | Centrocampista | Blerim Džemaili      | -        | -               | -   | -           | -                  | -                             | -              |
| 16 | Centrocampista | Gelson Fernandes     | -        | -               | -   | -           | -                  | -                             | -              |
| 17 | Delantero      | Mario Gavranović     | -        | -               | -   | -           | -                  | -                             | -              |
| 18 | Delantero      | Admir Mehmedi        | -        | -               | -   | -           | -                  | -                             | -              |
| 19 | Delantero      | Josip Drmić          | -        | -               | -   | -           | -                  | -                             | -              |
| 20 | Defensa        | Johan Djourou        | -        | -               | -   | -           | -                  | -                             | -              |
| 22 | Defensa        | Fabian Schär         | -        | -               | -   | -           | -                  | -                             | -              |
| 23 | Centrocampista | Xherdan Shaqiri      | -        | -               | -   | -           | -                  | -                             | -              |